# آنسوی سرزمین‌های شعله‌ور
آنسوی سرزمین‌های شعله‌ور (به انگلیسی: Beyond The Burning Lands)داستانی علمی-تخیلی نوشته‌ی جان کریستوفر است. 
این کتاب در فارسی نیز توسط انتشارات قدیانی به چاپ رسیده.

## داستان
در این جلد، لوک پری که اکنون برادر شهریار وینچستر و پرنس خوانده می‌شود، به همراه ادموند و گارد سلطنتی راهی آنسوی سرزمین‌های شعله‌ور می‌شود تا شگفتی‌های آن را ببیند. 
در در آن سوی سرزمین‌های شعله ور قهرمان داستان به شهرش باز می‌گردد و بعد به عنوان نماینده برادرش که شهریار است با عده‌ای از سپاهیان به آن سوی سرزمین‌های شعله‌ور که تاکنون کسی نتوانسته برود می‌رود و در انجا با مردمی ملاقات می‌کند که اداب و رسوم آنها را ندارند و از دستگاه‌هایی هرچند ابتدایی استفاده می‌کنند و به پلیمف ها مقام می‌دهند. پس از بازگشت از آن سوی سرزمین‌های شعله ور با اتهامی مبنی برکشتن همسربرادرش مواجه می‌شود و در دفاع از خود او را می‌کشد و با فریاد مردم به عنوان شهریار انتخاب می‌گردد.